# Litodonta nigripuncta
Litodonta nigripuncta är en fjärilsart som beskrevs av William Schaus 1901. Litodonta nigripuncta ingår i släktet Litodonta och familjen tandspinnare. Inga underarter finns listade i Catalogue of Life.